# Одновимірне стаціонарне рівняння Шредінгера
Одновимірне стаціонарне рівняння Шредінгера — лінійне звичайне диференціальне рівняння другого порядку виду 
де {\displaystyle \hbar } — стала Планка, {\displaystyle m} — маса частинки, {\displaystyle U(x)} — потенціальна енергія, {\displaystyle E} — повна енергія, {\displaystyle \psi (x)} — хвильова функція. Для повної постановки задачі про знаходження рішення {\displaystyle (1)} треба задати також граничні умови, які представляються в загальному вигляді для інтервалу {\displaystyle [a,b]}
де {\displaystyle \alpha _{1},\alpha _{2},\beta _{1},\beta _{2},\gamma _{1},\gamma _{2}} — константи. Квантова механіка розглядає рішення рівняння {\displaystyle (1)}, з граничними умовами {\displaystyle (2)} та {\displaystyle (3)}.

## Загальні властивості
Виходячи з фізичного змісту хвильова функція має бути однозначною та неперервною функцією своїх координат. Умова нормування з'являється з інтерпретації квадрата хвильової функції як імовірності.

Звідси випливає, зокрема, що хвильова функція має досить швидко спадати з віддаленням від початку відліку. В одновимірному випадку, якщо хвильова функція {\displaystyle \psi (x)\sim 1/x^{\alpha }} при {\displaystyle x\longrightarrow +\infty }, то показник ступеня відповідно до вираження 
 задовольняти нерівності {\displaystyle \alpha >1/2.}
Інтегрування рівняння {\displaystyle (1)} в малій околиці точки a дає додаткові умови на похідну
хвильової функції
з якого в межі {\displaystyle \varepsilon \longrightarrow 0} виходить
якщо потенційна енергія має в точці a розриви першого роду (кінцеві стрибки). Якщо ж в точці a є Розрив другого роду, наприклад, потенційна енергія описується дельта-функцією ({\displaystyle U(x)=-G\delta (x-a)}), то умова
{\displaystyle (0c)} набирає вигляду
Якщо енергетичний спектр невироджений, то існує тільки одна хвильова функція, що є рішенням рівняння Шредінгера для даної енергії, причому вона визначена з точністю до фази. У разі, коли потенціал симетричний, то хвильові функції будуть або парними, або непарними і парність хвильових функцій чергується.

## Точні аналітичні рішення
У загальному вигляді рішення рівняння {\displaystyle (1)}, з граничними умовами {\displaystyle (2)} і {\displaystyle (3)} не існує, але при деякому виборі потенційної енергії можна знайти точні рішення. Вони грають важливу роль в побудові аналітичних наближених рішень рівняння {\displaystyle (1)}.

### Рішення для вільної частинки— плоскі хвилі
У вільному просторі, де відсутні потенціали рівняння {\displaystyle (1)} приймає особливо простий вигляд
Для цього рівняння рішенням є суперпозиція плоских хвиль
Тут енергія {\displaystyle E} може приймати всі значення вище нуля, тому говорять, що власне значення належить безперервному спектру. Константи {\displaystyle C_{1}} та {\displaystyle C_{2}} визначаються з умови перенормування.

### Рішення для частинки в одновимірній потенційній ямі з нескінченно високими стінками
Якщо помістити частку в потенційну яму, то безперервний спектр енергій стає дискретним. Для рівняння {\displaystyle (1)} з потенційною енергією {\displaystyle U(x)}, яка дорівнює нулю в інтервалі {\displaystyle (0,a)} і стає нескінченною в точках {\displaystyle 0} та {\displaystyle a}. На цьому інтервалі Рівняння Шредінгера збігається з {\displaystyle (4)}. Граничні умови {\displaystyle (2)}, {\displaystyle (3)} для хвильової функції запишуться у вигляді
Шукаємо рішення у вигляді {\displaystyle A\sin {({\sqrt {2mE/\hbar ^{2}}}x+\delta )}}. З урахуванням граничних умов одержуємо для власних значень енергії
{\displaystyle E_{n}}
і власних функцій з урахуванням нормування

## Чисельні рішення
Більш-менш складний потенціал у рівнянні {\displaystyle (1)} вже не дозволяє знайти аналітичний розв'язок у загальному випадку (хоча для окремих випадків такий розв'язок знайдено, наприклад, для задачі двох тіл), тому для розв'язку рівняння Шредінгера застосовують чисельні методи.
Одним з найпростіших є метод скінченних різниць, в якому рівняння {\displaystyle (1)} замінюється рівнянням в кінцевих різницях на обраній сітці з вузлами в точках {\displaystyle x_{n}}, а саме, замінюючи другу похідну за формулою 
де {\displaystyle h} — Крок дискретизації, {\displaystyle n} — номер вузла сітки, отримаємо
де {\displaystyle U_{n}} — значення потенційної енергії {\displaystyle U(x)} на вузлах сітки. Нехай {\displaystyle a} деякий характерний масштаб потенціалу, тоді рівняння {\displaystyle (11)} можна записати в безрозмірному вигляді
Якщо позначити безрозмірні величини потенційної енергії {\displaystyle v_{n}={\frac {2ma^{2}U_{n}}{\hbar ^{2}}}} і власні значення
{\displaystyle e=h^{2}{\frac {2ma^{2}E}{\hbar ^{2}}}}, то рівняння {\displaystyle (12)} спроститься
Під останнім виразом треба розуміти систему рівнянь для всіх можливих індексів {\displaystyle n}.